# Geely
Geely (uradno Zhejiang Geely Holding Group Co., Ltd, 吉利控股集团) je kitajsko podjetje s sedežem v Hangžou. Geely proizvaja avtomobile, motorna kolesa, batne motorje in transmisije. Geely je od leta 2010 tudi lastnik blagovne znamke Volvo, vendar samo avtomobilskega oddelka.